# Grünberg (Hornorakouské předhůří)
Grünberg je 984 m n. m. vysoká hora ve flyšovém pásmu jihovýchodně od Gmundenu v Horním Rakousku. Na jihovýchodě ji zřetelně zastiňuje jen tři kilometry vzdálený vrchol Traunsteinu (1691 m n. m.). Na vrchol vede z Gmundenu velkokabinová lanovka. V létě 2018 byla na Grünbergu otevřena procházka korunami stromů, s 39 metrů vysokou vyhlídkovou věží. V roce 2019 byla věž doplněna o 75 m dlouhý tunelový skluz.